# Maytenus quadrangulata
Maytenus quadrangulata là một loài thực vật có hoa trong họ Dây gối. Loài này được (Schrad.) Loes. mô tả khoa học đầu tiên năm 1942.